# Osmia nigricollis
Osmia nigricollis är en biart som beskrevs av Warncke 1992. Osmia nigricollis ingår i släktet murarbin, och familjen buksamlarbin. Inga underarter finns listade i Catalogue of Life.